# Diogo Bagüí
Diogo Bagüí Tobar  (n. Guayaquil, Ecuador; 20 de marzo de 2005) es un futbolista ecuatoriano. Juega de defensa y su equipo actual es el Club Sport Emelec de la Serie A de Ecuador.

## Trayectoria

### C. S. Emelec
Para el 2023 hace su debut oficial en el futbol profesional, Diogo Bagüí, a los 18 años saltó como defensor central en la victoria 3-1 ante Mushuc Runa Sporting Club. Y a pesar de los altibajos deportivos del plantel, dejó una grata impresión.

## Selección nacional

### Categorías inferiores
El 5 de enero de 2025 se anunció su convocatoria para disputar el Campeonato Sudamericano Sub-20 en Venezuela. El 16 de enero tras sufrir una lesión tuvo que abandonar la concentración del equipo.

## Estadísticas

### Clubes
Actualizado al último partido jugado el 17 de agosto de 2025.
| Club                   | Div.          | Temporada     | Liga  | Liga  | Copas nacionales | Copas nacionales | Copas internacionales | Copas internacionales | Total | Total |
| Club                   | Div.          | Temporada     | Part. | Goles | Part.            | Goles            | Part.                 | Goles                 | Part. | Goles |
| ---------------------- | ------------- | ------------- | ----- | ----- | ---------------- | ---------------- | --------------------- | --------------------- | ----- | ----- |
| C. S. Emelec · Ecuador | 1.ª           | 2023          | 1     | 0     | —                | —                | 0                     | 0                     | 1     | 0     |
| C. S. Emelec · Ecuador | 1.ª           | 2024          | 16    | 2     | 2                | 0                | —                     | —                     | 18    | 2     |
| C. S. Emelec · Ecuador | 1.ª           | 2025          | 20    | 0     | 1                | 1                | —                     | —                     | 21    | 1     |
| C. S. Emelec · Ecuador | Total club    | Total club    | 37    | 2     | 3                | 1                | 0                     | 0                     | 40    | 3     |
| Total carrera          | Total carrera | Total carrera | 37    | 2     | 3                | 1                | 0                     | 0                     | 40    | 3     |
| 1.                     |               |               |       |       |                  |                  |                       |                       |       |       |

## Vida privada
Es hijo del exfutbolista Óscar Bagüí, quien fue tricampeón con el cuadro eléctrico.